# Träd

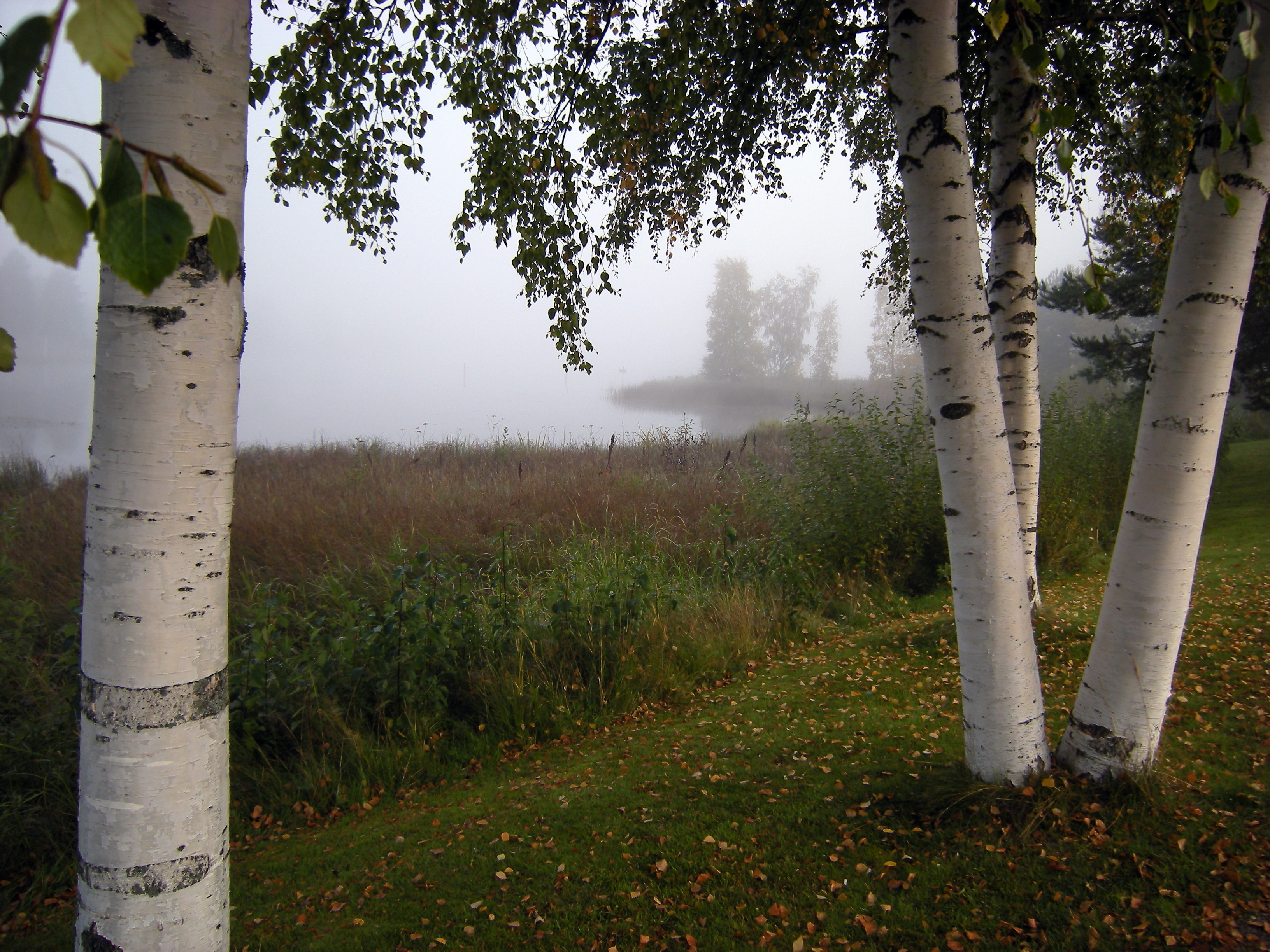
Björkar i Torsång.

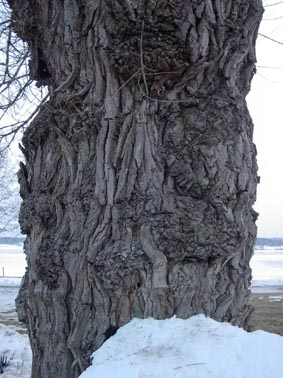
En pilstam vid Lindesjön.

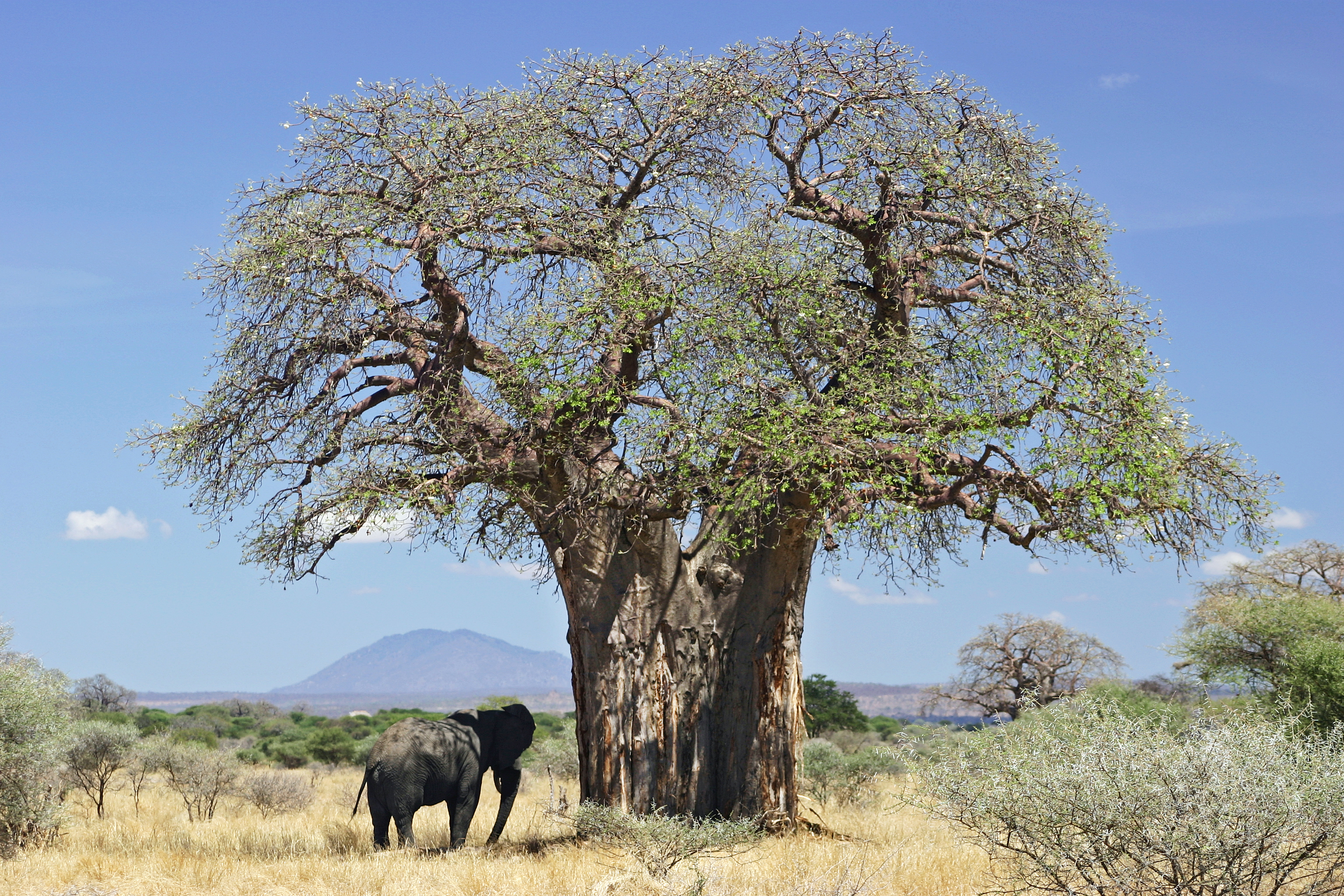
Träd i Tanzania.

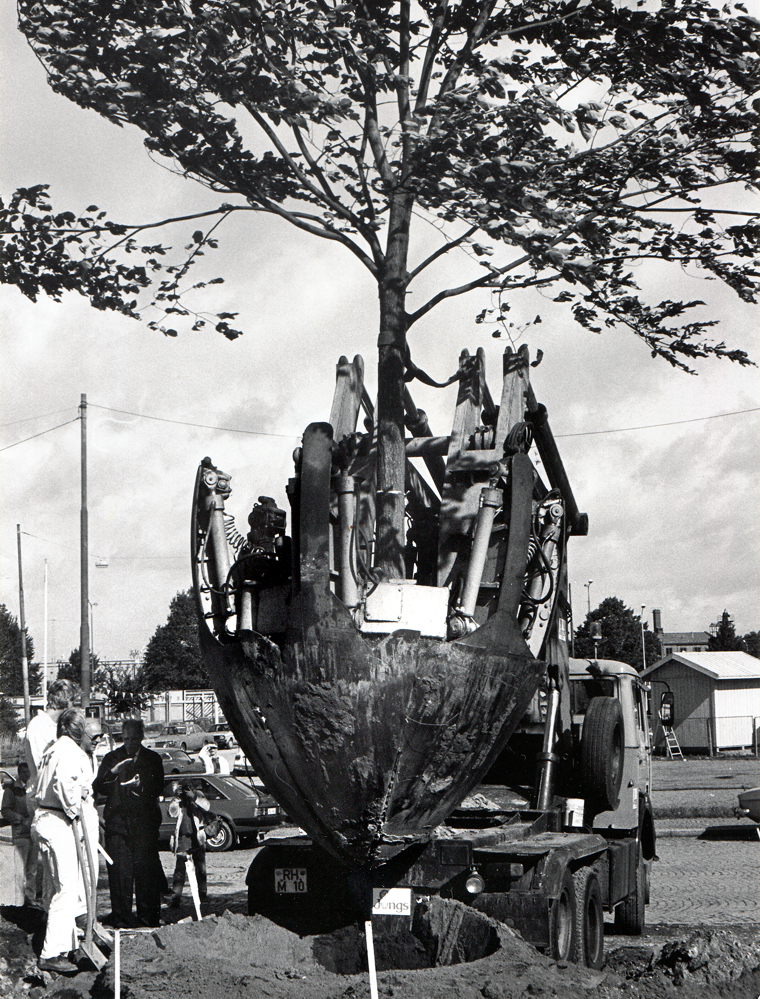
En omplantering av en Silverlind i Malmö 1986.

Träd är en mångårig växt som är bunden till ståndort och består av ved. Ett träd har en eller flera stammar som bär upp hela trädet från roten.
Veden ger träden egenskapen att bli mycket gamla och stora. Veden består av cellulosa och lignin, som är en form av limsubstans. 
De högsta träden är amerikansk sekvoja (Sequoia sempervirens) och mammutträd (Sequoiadendron giganteum) som växer i Nordamerikanska västkustens berg. På engelska kallas de Redwood. De kan bli över hundra meter höga, men det högsta trädet som någonsin noterats är en douglasgran (Pseudotsuga menziesii) vilken år 1895 fälldes vid Vancouver i Kanada. Den mätte 125,7 meter.
Träd är större än buskar, som också har vedartad stam. Botaniskt finns inte någon entydigt fastslagen gräns mellan träd och buskar. Vissa trädslag uppträder både som träd och buske beroende på växtförhållandena. Enligt Nationalencyklopedin anses att ett träd ska kunna nå en höjd av minst fem meter, vilket dock många buskar också kan göra. Vissa arter som platsar både som buske och som träd benämns ibland buskträd.
Benämningen träd används både på barrträd, som är större medlemmar av gruppen barrväxter (ordningen Coniferales), och på lövträd, som är (med undantag för Ginkgo) större medlemmar i gruppen gömfröväxter (underdivisionen Angiospermae), även kallade blomväxter. Barrträd är en evolutionärt sett betydligt äldre grupp, och lövträden är trots sin storlek betydligt närmare släkt med gräs och vanliga prydnadsblommor än vad de är med barrträd.
Ett träd består av rötter, stam, grenar, kvistar, bark och löv eller barr. Formen på träd kan variera och man skiljer på palmtyp, ektyp och grantyp.
Inom skogsbruket övergår en planta till att vara ett träd när den uppnått brösthöjd (1,3 meter); det är också vid den höjden stamomkretsen normalt mäts. Med sly avses unga träd, oftast lövträd, utan ekonomiskt värde för skogsbruket.
Inom plantskolenäringen mäts ett träds stamomfång (stamomkrets) en meter från marken. Den minsta storleken till försäljning brukar vara 6–8 cm i stamomfång, och den största ca 60–70 cm. Det är dock endast specialiserade plantskolor som kan leverera så stora träd. Träd som är mindre än 6–8 cm i stamomfång mäts i topphöjd (höjd mellan mark och topp) och brukar benämnas ungträd. Ungträd är dock minst en meter i topphöjd.
Personer som arbetar med vård och inspektion av träd kallas för arborister, efter latinets arbor, träd.

## Trädets uppbyggnad

### Rot
Trädets rötter har två viktiga funktioner; de grova rötterna förankrar trädet i marken och de finare sugrötterna absorberar vatten och näringsämnen från marken.
Rotsystemets utformning (morfologi) varierar hos olika trädslag. Vissa har djupa pålrötter (t.ex. tall och ek), andra, som gran, har ett mer utbrett rotsystem.
Rotsystemets utbredning påverkas även av markens beskaffenhet. En hårt packad jord leder till grundare rotsystem. Jordens beskaffenhet påverkar även förmågan att ta upp näring och växa.
Näringen tas upp av de små rothåren som nybildas när roten växer. För att växa krävs syre och vatten; processen kallas rotandning och är en förbränning där energi förbrukas och syre omvandlas till koldioxid.
Många träd har rotsystem som lever i symbios med bakterier och svampar.
Rötterna kan växa ihop med rötter från artfränder. Detta är ofta till nytta för trädet, men innebär även att sjukdomar (t.ex. almsjukan) kan spridas på detta sätt.

### Stam
Stammen (eller stammarna) och de grova grenarna är det skelett som bär upp kronans grenverk.
I genomskärning kan man tydligt se att stammen består av olika delar som har skilda funktioner. Allra ytterst från rot till kvist finns barken. Barken skyddar trädet mot skadliga temperaturer, svampar, bakterier och annat skadligt.
Barkens tillväxtskikt heter fellogen och producerar varje år ny bark genom att skapa korkceller. Hos vissa arter växer sig barken tjockare från år till år (som korkek och tall), medan den gamla barken hos andra arter flagnar av vartefter (t.ex. platan).
Strax under barken finns ett skikt som kallas sildel eller floem. Det fungerar som transportsystem för bladens energiproduktion. Tidigt på våren används sildelen av vissa trädslag för savstigningen.
Inunder sildelen, och utanför veden (xylem) finns ett tillväxtskikt som benämns kambium.

### Grenar
Grenarna sticker ut från stammen och är täckta av bark, från grenarna kommer i sin tur kvistar som har blad eller barr på sig.

## Fysiologi
I Sverige styrs trädens uppvaknande efter invintringen främst av den ökade dagslängden. Temperaturen brukar t.ex. bara påverka lövsprickningen med någon vecka. Skulle löven spricka ut på grund av en onormalt varm period finns det risk att löven skulle frysa sönder om temperaturen sedan skulle falla så mycket att det blir nattfrost.

## Höga och gamla träd

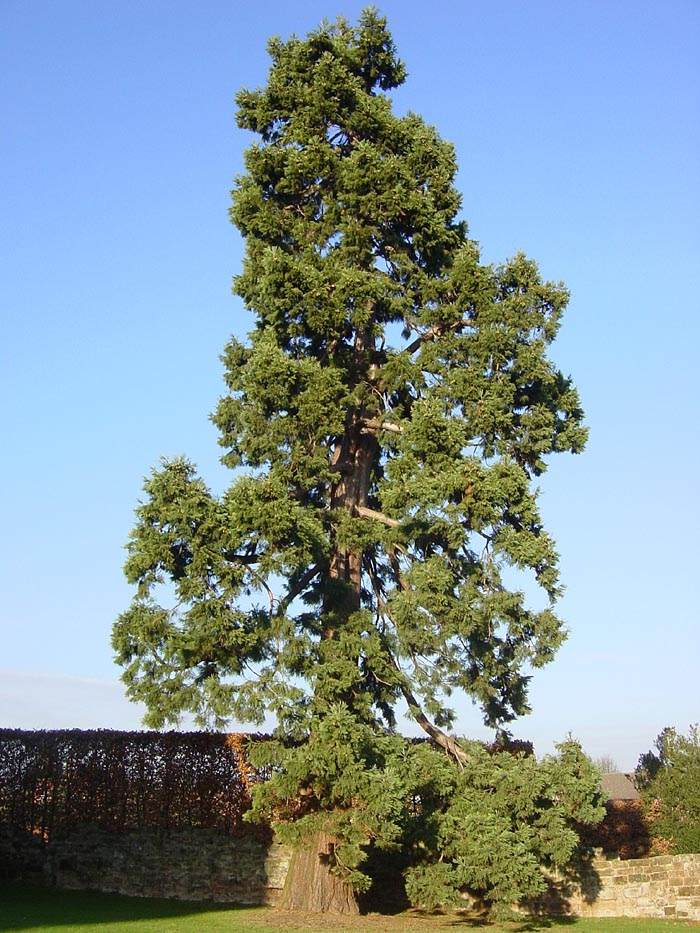
Jätteträd vid Kenilworth Castle

Vissa trädarter kan bli mer än 100 meter höga, som amerikansk sekvoja (Sequoia sempervirens). Andra arter kan bli mycket gamla, mer än 1 000 år. Det äldsta kända individuella trädet med verifierad ålder som inte är en klon är en methusalemtall (Pinus longaeva) som är över 5 000 år gammal. Svenska tallar och granar i normalt trakthyggesbruk blir sällan, i alla fall i den södra delen av landet, äldre än 100 år innan de avverkas. En gran i Fulufjället i nordvästra Dalarna, Old Tjikko, är enligt uppgift i Svenska Dagbladet genetiskt identisk med träd som vuxit där 9 550 år tidigare, vilket torde vara rekord bland kända träd. Här är det alltså inte fråga om ett enskilt träds ålder i normal ordning, utan att trädet överlevt genom att plantera om sig själv genom avläggare (låga grenar som slår rot och växer vidare). Pando, ett aspbestånd av amerikansk asp i Utah i USA, är kanske den äldsta trädkolonin på över 10.000 år , då den har ett centralt rotsystem.
Världens högsta träd är nordamerikanska barrträd som amerikansk sekvoja, mammutträd, douglasgran och jätteädelgran samt en australisk eukalyptusart. 
Rapporter om höga träd är vanskliga att värdera eftersom de ofta mäts stående, vilket inte alltid är en lätt uppgift särskilt i tätvuxen skog. En del uppgifter är dessutom gamla och osäkra på andra sätt. Det verkar i alla fall finnas åtminstone sex trädarter som har någorlunda trovärdiga uppgifter om att ha nått 100 meters höjd, eller mycket nära denna höjd. Fyra av dessa är barrträd hemmahörande i Nordamerika, och de två andra är lövträd i Tasmanien och Filippinerna.

### Barrträd
- Cypressväxtfamiljen:
  - Amerikansk sekvoja (Sequoia sempervirens) (Kallad Redwood) – det idag högsta levande trädet tillhör denna art.[6]
  - Mammutträd (Sequoiadendron giganteum)[7]

- Tallväxtfamiljen:
  - Douglasgran (Pseudotsuga menziesii) - enligt vissa uppgifter det barrträd som blivit högst - 125 - 130 meter, men högsta välbelagda höjden är 99,4 meter.[8]
  - Sitkagran (Picea sitchensis)[9]

### Lövträd
- Jätteeukalyptus (Eucalyptus regnans) – finns uppgifter om ett träd som skulle varit 140–150 meter som föll på 1800-talet. Det är i så fall det högsta kända trädet. Detta är dock ej välbelagt. Högsta välbelagda exemplaret är 99,6 meter högt.[10]
- Filippinskt rosenträd (Petersianthus quadrialatus): 96,9 meter, Agusan del Sur, Mindanao, Filippinerna[11]

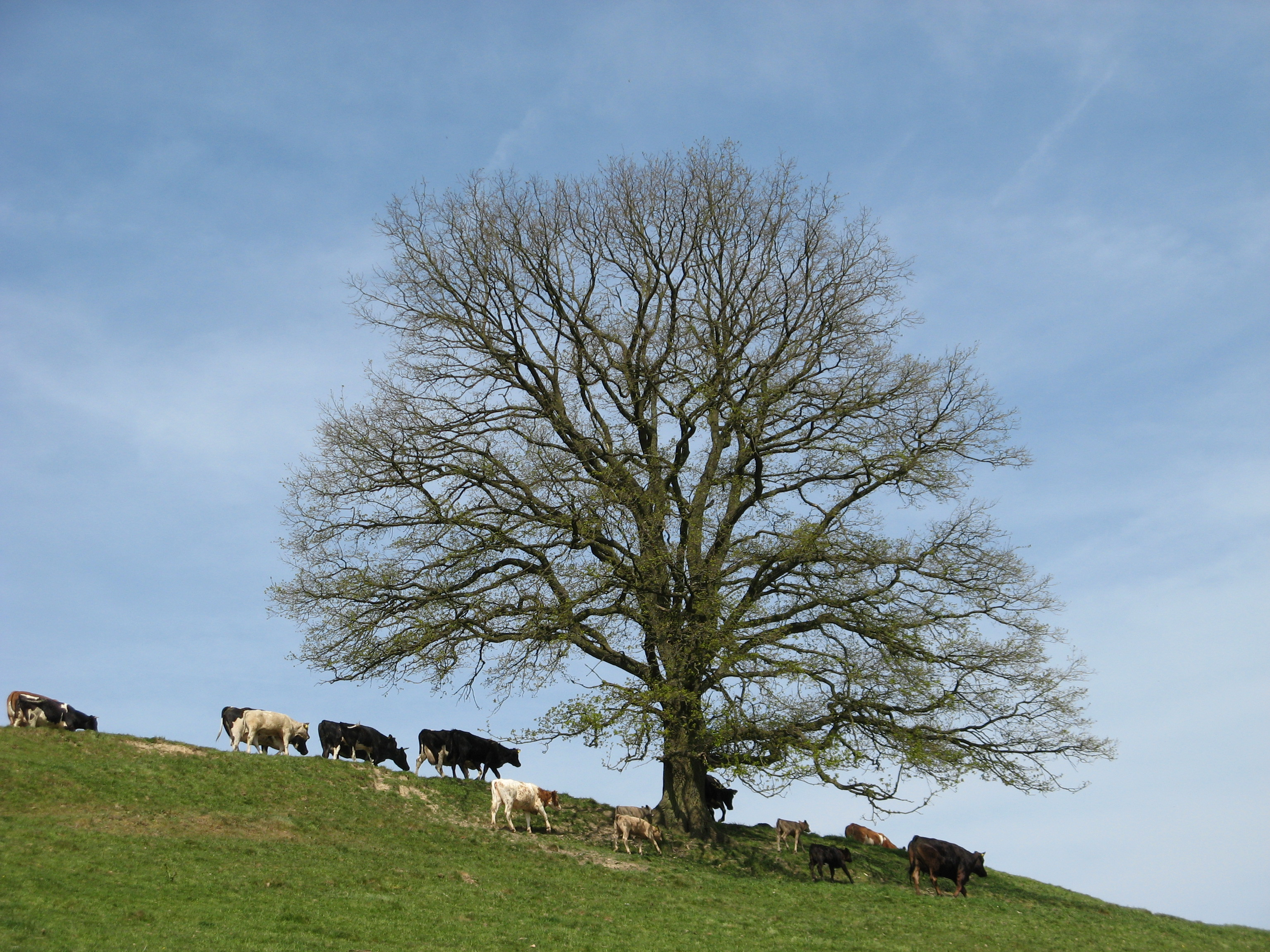
Ektyp (Ek)

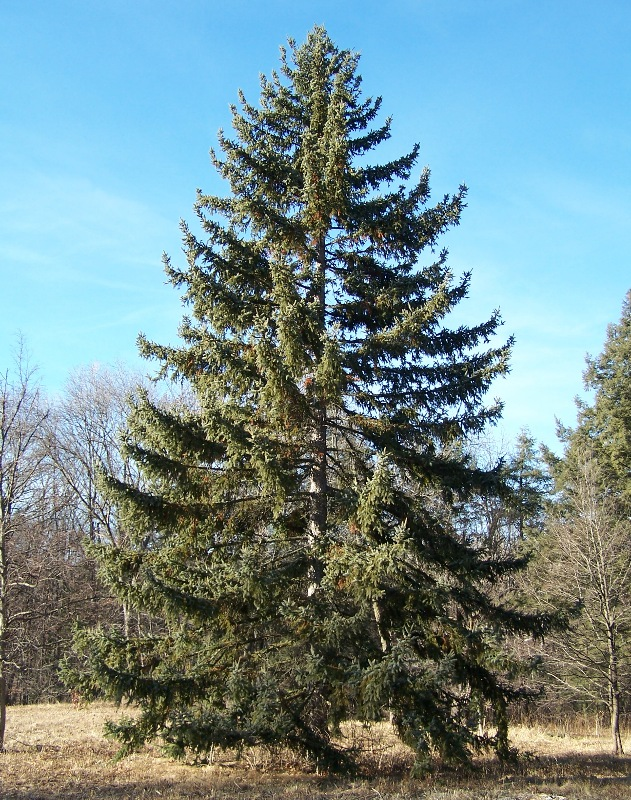
Grantyp (Picea koyamae)

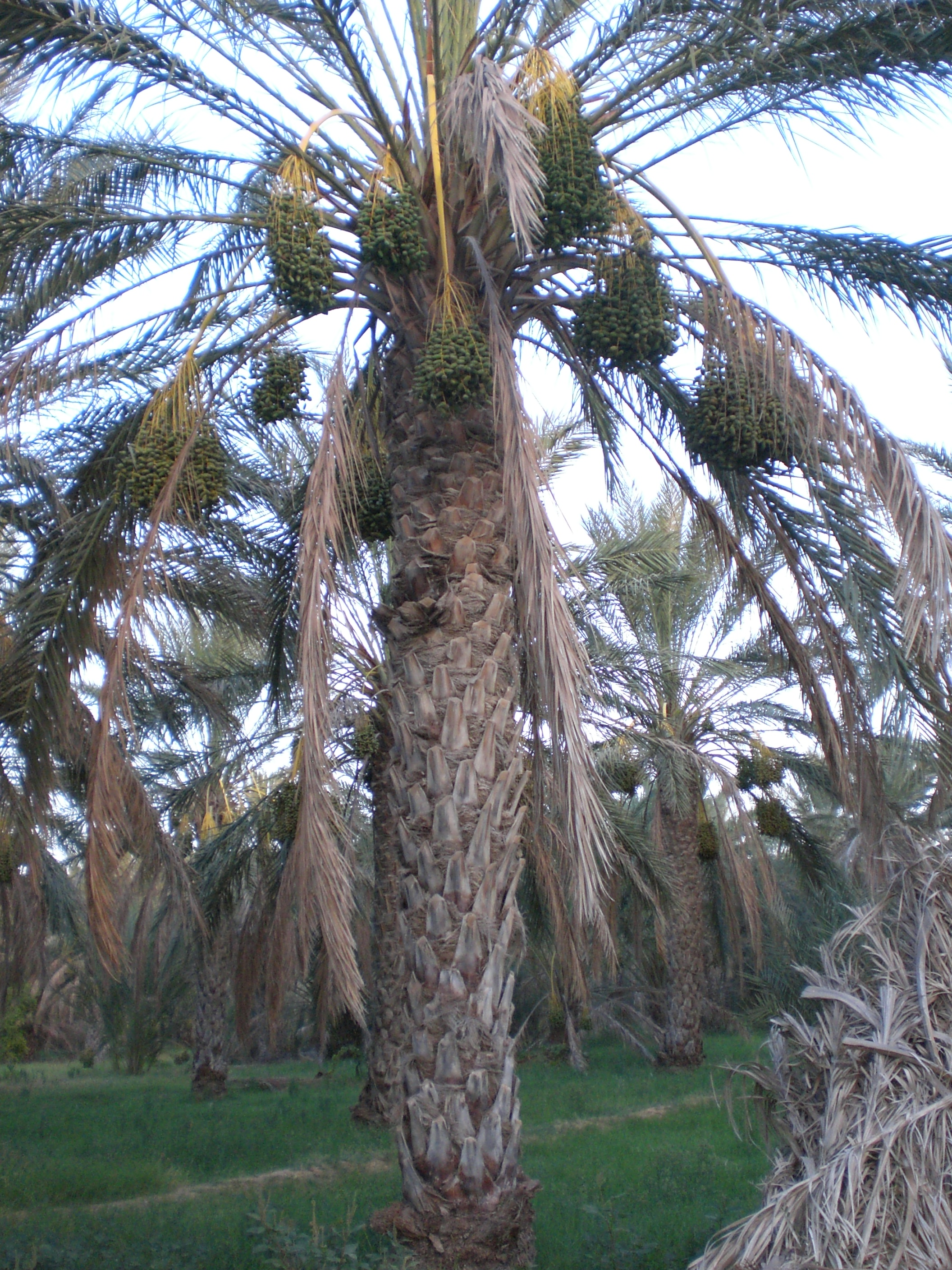
Palmtyp (dadelpalm)

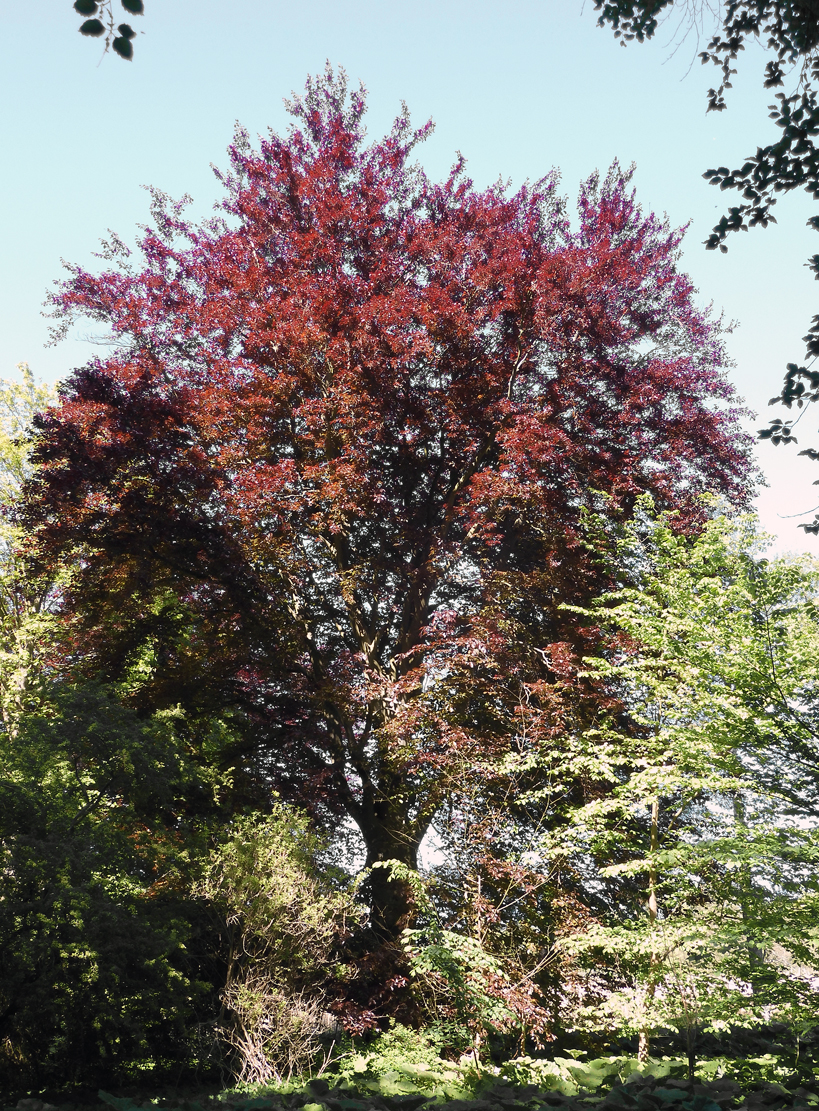
Blodbok Fagus sylvatica ‘Atropurpurea’)

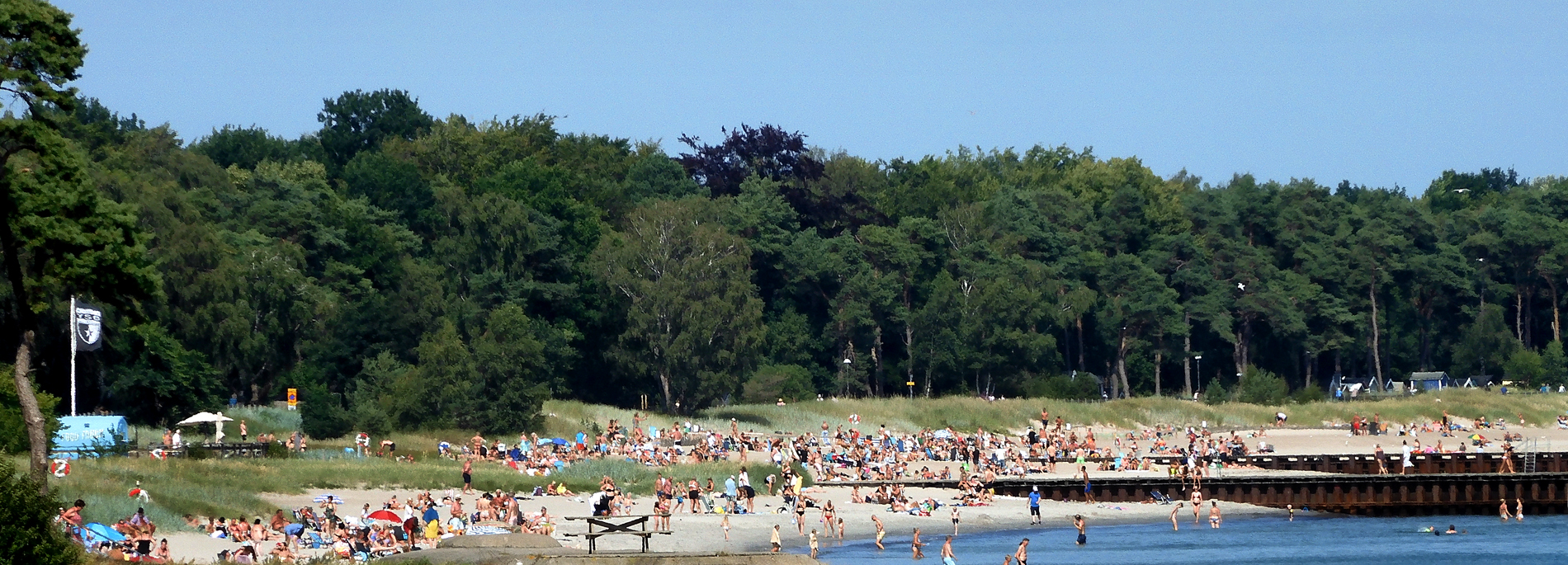
Träd av blandskog längs en badplats.

## Trädtyper

### Ektyp
Ektyp är ett sätt för träd att växa. Termen används tekniskt och biologiskt. Ett träd av ektyp har ofta grenad stam och långa grenar som kan växa opportunistiskt i olika riktningar. Miljön avgör alltså trädets form, och har den möjlighet att breda ut sig kan den forma stora kronor.
De flesta lövträd är av mer eller mindre utpräglad ektyp. Typiska exempel är ek och lönn, men även flera gymnospermer som tallar, tempelträd och ceder är av ektyp. Dessa är dock i regel inte så utpräglade som vissa lövträd.

### Grantyp
Ett träd av grantyp har i regel ogrenad stam och många regelbundet fördelade och relativt korta primära grenar med täta sekundära och tertiära grenar. Detta ger trädet ett lampborstliknande utseende. Trädets form är troligen till stor del genetiskt betingat, till skillnad från träd av ektyp. Grantyp förekommer främst hos barrträd och i utpräglad form hos granar, lärkträd och ädelgranar. Mindre utpräglad grantyp har till exempel douglasgranar, idegranar och hemlock. Den kan betecknas som en mer primitiv form än ektypen.
Grantypen är en gynnsam typ av träd för teknisk användning, eftersom den är lätt att grena och i regel lätt kan sågas till långa brädor. Om vissa lövträd, som björk och eukalyptus, växer tätt, exempelvis i plantager, kan de få en form som påminner om grantyp.

### Palmtyp
Ett träd av palmtyp har oftast inga grenar, även om delade stammar förekommer. Bladen som ofta är mycket stora bildar en stor "rosett" längst upp på stammen/stammarna, men det finns inte blad längre ner. Stammen är i regel ungefär lika tjock över hela trädet, detta till skillnad från träd av grantyp och ektyp.
Träd av palmtyp bildas av växter som bara har primär tillväxt och alltså saknar förmågan till egentlig sekundär tillväxt. Det här innebär att "veden" i träd av palmtyp är helt annorlunda uppbyggd än hos träd av ektyp och grantyp som har egentlig ved (sekundärt xylem). Palmtypsträd är därför i regel inte lämpliga att såga plank av. Dock används hela stammar ofta för konstruktionsändamål, staket med mera.
Träd av palmtyp kan vara den äldsta typen av träd. De förekommer i flera inte närmare besläktade grupper, som trädormbunkar, kottepalmer, palmer. Dessutom finns de i några andra grupper av enhjärtbladiga växter, som exempelvis det australiska grästrädet.

## Kulturhistoria
Träd som kultföremål och mytomspunna finns i de flesta kulturer. Världsträdet Yggdrasil är inte bara känt i Norden som den fornnordiska myten ur vilken de första människorna Ask och Embla skapades. Gamla offerlundar i såväl Gamla Uppsala och i Lejre i Danmark vittnar om sin tids mystik och världsuppfattning. Många är också de enstaka träd som pekas ut som väsensknutna, såväl i den grekiska mytologin (se: Dodona) som i den buddhistiska religionen.
Även i sagans värld uppträder myter om träd, som i Askungen där ett träd anses hysa en avlidens själ. Den gamla svenska folkloren berättar om utvalda träd som hälsobringande och offerplatser där sjukdomar kunde avlämnas eller kärleksrelationer befästas.
Traditionen av att plantera vårdträd är ganska sentida, men har förekommit som tecken på någons födelse, eller för gårdens framtida välgång. I Finland har man vid en avfärd från hembygden ofta planterat ett träd till åminnelse, kallat karsikko.

## Källhänvisningar
1. ↑  Mitchell, Alan; Wilkinson John, Nitzelius Tor G. (1983). Träd i Nordeuropa: [en fälthandbok]. Stockholm: Bonnier fakta. Libris 7246880. ISBN 91-34-50299-8
2. ↑  http://tolweb.org/Spermatopsida/20622
3. ↑  Lasse Levemark, Klas Fresk. 1990. Biologiska experiment. Alfabeta bokförlag AB. ISBN 91 7712 812 5.
4. ↑  Svenska Dagbladet 16 april 2008
5. ↑  ”This Utah Tree Is The Largest Known Organism In The World”. Valnet Publishing Group. 13 februari 2022. https://www.thetravel.com/pando-is-the-largest-known-organism-in-the-world/. Läst 1 augusti 2024.
6. ↑  ”Gymnosperm Database: Sequoia sempervirens”. http://www.conifers.org/cu/se/index.htm. Läst 10 juni 2007.  ”Hyperion, Redwood National Park, CA, 115.55 m”
7. ↑  ”Gymnosperm Database: Sequoiadendron giganteum”. http://www.conifers.org/cu/se2/index.htm. Läst 10 juni 2007.  ”The tallest known giant sequoia is a specimen 94.9 m tall, first measured August 1998 in the Redwood Mountain Grove, California”
8. ↑  ”Gymnosperm Database: Pseudotsuga menziesii var. menziesii”. Arkiverad från originalet den 1 oktober 2010. https://web.archive.org/web/20101001055115/http://www.conifers.org/pi/ps/menziesii2.htm. Läst 10 juni 2007.  ”The Brummit Fir: Height 99.4 m, dbh 354 cm, on E. Fork Brummit Creek in Coos County, Oregon; in 1998”
9. ↑  ”Gymnosperm Database: Picea sitchensis”. Arkiverad från originalet den 3 december 2010. https://web.archive.org/web/20101203205231/http://www.conifers.org/pi/pic/sitchensis.htm. Läst 10 juni 2007.  ”This tree also has a sign nearby proclaiming it to be 'the world's largest spruce'. The two tallest on record, 96.7 m and 96.4 m, are in Prairie Creek Redwoods State Park, California”
10. ↑  ”Tasmania's Ten Tallest Giants”. Tasmanian Giant Trees Consultative Committee. Arkiverad från originalet den 18 juli 2008. https://web.archive.org/web/20080718214955/http://www.gianttrees.com.au/tall.htm. Läst 7 januari 2009.  ”Height (m): 99.6; Diameter (cm): 405; Species: E. regnans; Tree identification: TT443; Name: Centurion; Location: south of Hobart; Year last measured: 2008”
11. ↑  Jojie, Alcantara (8). ”Majestic Toog: Philippine’s Tallest Living Christmas Tree”. http://www.pbase.com/jojie_alcantara/the_majestic_toog_christmas_tree. Läst 18 december 2010.